# NR-1
Deep Submergence Vessel NR-1 var världens minsta atomubåt, avsedd för såväl oceanografisk forskning liksom underrättelseinhämtning, och som tillhörde USA:s flotta från 1969 till 2008. 

## Bakgrund
Fartyget byggdes på Electric Boat Company i Groton, Connecticut och dess hemmahamn under hela tjänstgöringstiden var på närbelägna Naval Submarine Base New London.
Idén bakom NR-1 med en kärnkraftsdriven miniubåt kom från Hyman Rickover. NR-1 hade hjul och kunde köra på havsbotten samt hade griparmar. En stor del av uppdragen som utfördes med NR-1 under det kalla kriget är alltjämt hemligstämplade. Efter att rymdfärjan Challenger förolyckats 1986 användes NR-1 för att lokalisera vrakdelar.

## Bildgalleri

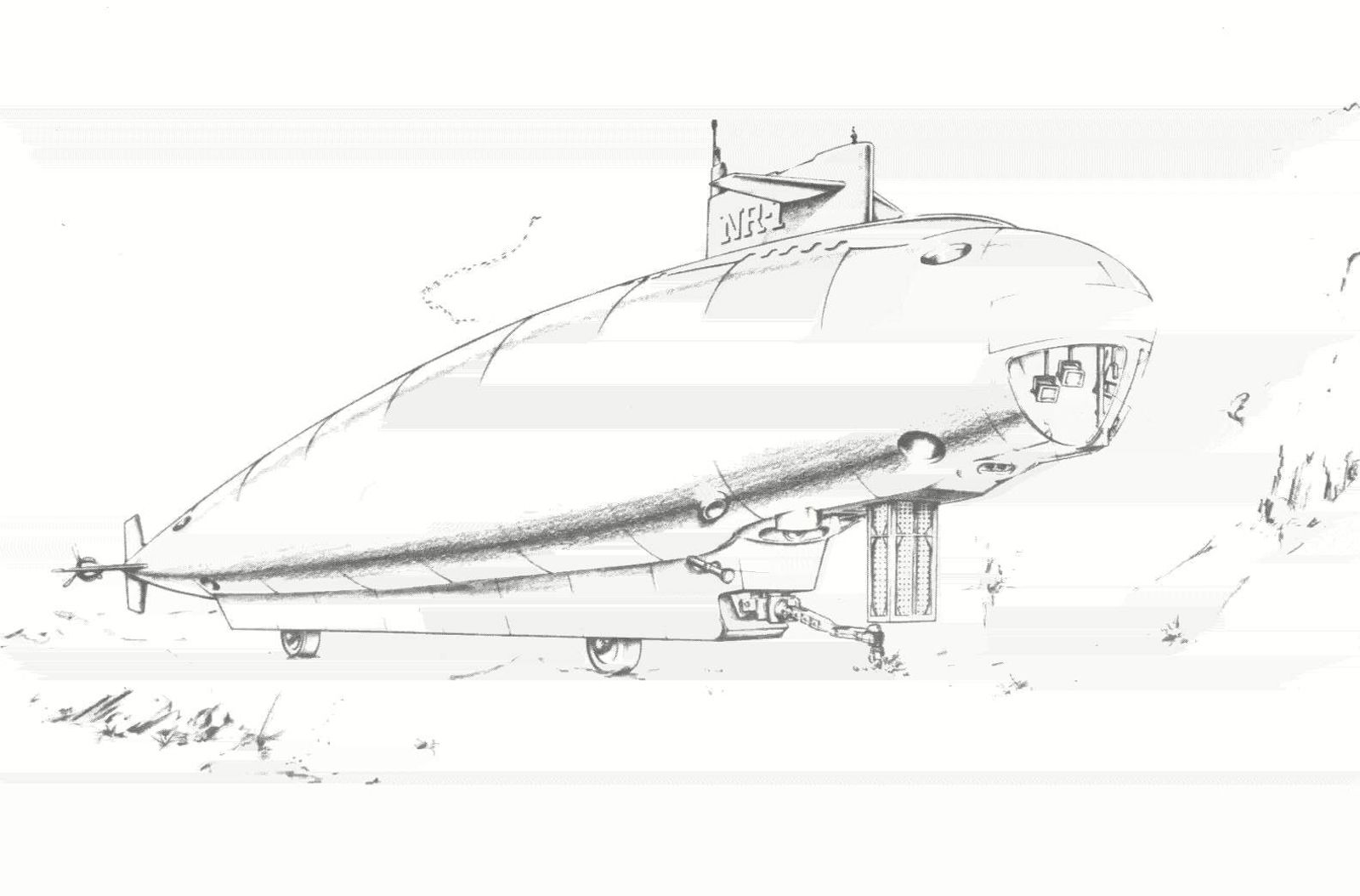
Tidig designskiss för NR-1.
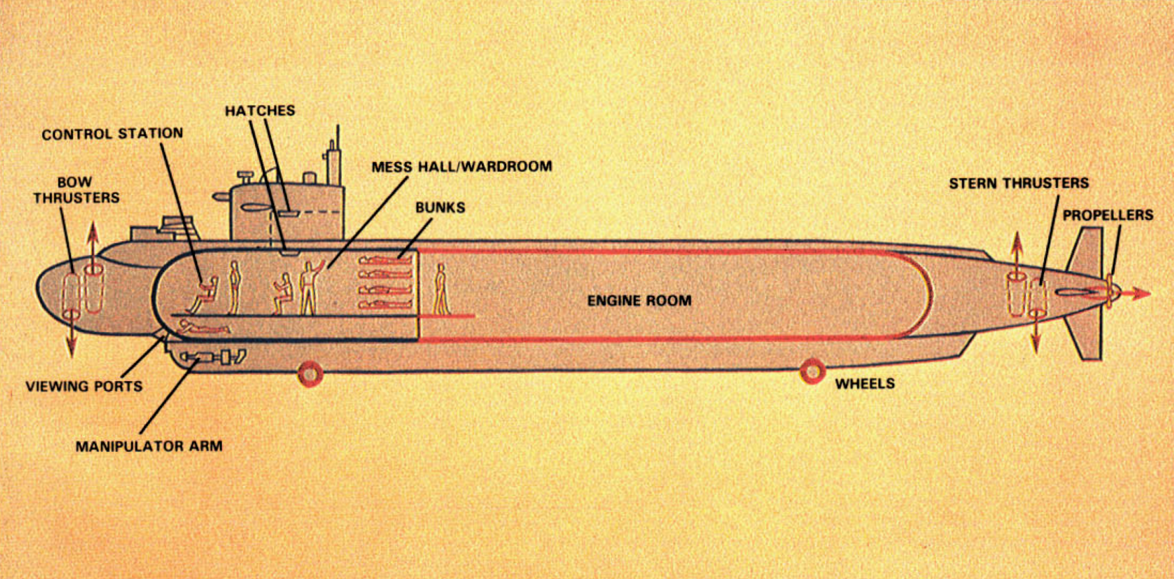
Skiss över NR-1 i sidoprofil.
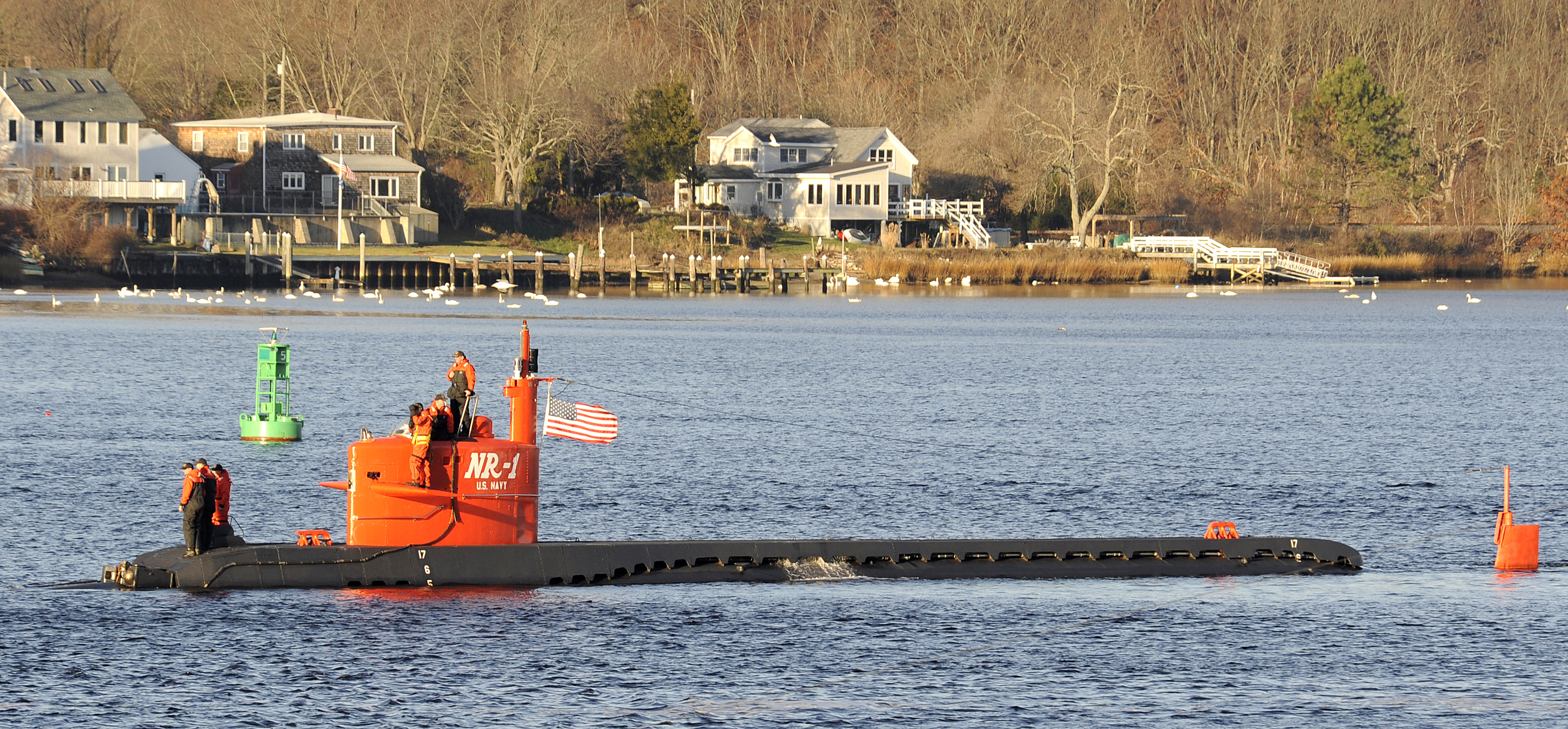
NR-1 i december 2008 strax innan hon togs ur tjänst.